# Conoco-Phillips Building
El Conoco-Phillips Building es un edificio de oficinas en el centro de la ciudad de Anchorage, la ciudad más poblada de Alaska (Estados Unidos). Tiene 22 pisos y mide 90,2 metros de altura. Su construcción comenzó en 1981 y se completó en 1983 en el 700 G Street como el ARCO Building. Es el edificio habitable más alto de la ciudad y el estado. Fue diseñado por Luckman Partnership de Los Ángeles, en asociación con los arquitectos locales Harold Wirum & Associates. Con el cercano edificio Robert B. Atwood, define predominantemente el centro del horizonte de la ciudad.
El edificio actual es más un complejo, compuesto por el atrio, que se conecta con una torre de oficinas más pequeña. La torre principal alberga la sede corporativa regional de Alaska de ConocoPhillips, mientras que la torre más pequeña consta de sucursales locales de las principales empresas, incluidas New York Life Insurance Company y KPMG. También hay una sucursal del gimnasio Alaska Club en el edificio.
El atrio iluminado por el cielo está abierto al público y tiene un pequeño patio de comidas, así como una fuente de agua. 